# Ny Herrnhut

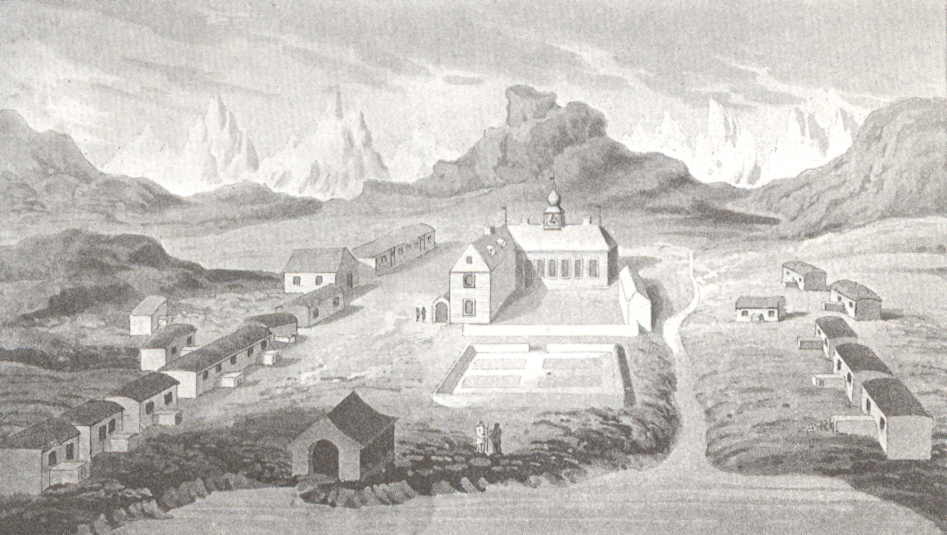
Ny Herrnhut på ett kopparstick 1770.

Ny Herrnhut (tyska Neu-Herrnhut, idag Noorlit) var en missionskoloni anlagd av herrnhutbröderna 1733 fem kilometer från Nuuk på Grönland.
Missionsstationen som anlades av Christian David blev den viktigaste missionsstationen på Grönland. Den övertogs 1900 av danska staten och fungerade därefter som rävavelscentrum.